# هيرماين دي غراف
هيرماين دي غراف (بالهولندية: Hermine de Graaf)‏ هي كاتِبة هولندية، ولدت في 13 مارس 1951 في Winschoten ‏ في هولندا، وتوفيت في 24 نوفمبر 2013 في باونن في هولندا.